# Azamat Czeboksary
Azamat Czeboksary (ros. Футбольный клуб «Азамат» Чебоксары, Futbolnyj Kłub „Azamat” Czeboksary) – rosyjski klub piłkarski z siedzibą w Czeboksarach.

## Historia
Chronologia nazw:
- ...–1964: Tiemp Czeboksary (ros. «Темп» Чебоксары)
- 1965–1977: Eniergija Czeboksary (ros. «Энергия» Чебоксары)
- 1978–1991: Stal Czeboksary (ros. «Сталь» Чебоксары)
- 1992–...: Azamat Czeboksary (ros. «Азамат» Чебоксары)

Piłkarska drużyna Tiemp została założona jeszcze do 1965 w mieście Czeboksary.
W 1965 zespół pod nazwą Eniergija Czeboksary debiutował w Klasie B, grupie 2 Mistrzostw ZSRR, w której występował do 1989, z wyjątkiem 1970, kiedy to zmagał się w niższej lidze.
W 1978 zespół zmienił nazwę na Stal Czeboksary.
W 1990 i 1991 występował w Drugiej Niższej Lidze.
W Mistrzostwach Rosji klub startował pod nazwą Azamat Czeboksary w Drugiej Lidze, w której występował dwa sezony.
Od 1994 zespół występował w rozgrywkach lokalnych.

## Sukcesy
- 6. miejsce w Drugiej Grupie A ZSRR: 1969
- 1/64 finału w Pucharze ZSRR: 1937
- 8. miejsce w Rosyjskiej Drugiej Lidze, grupie 5: 1992
- 1/64 finału w Pucharze Rosji: 1993

## Znani piłkarze
- / Aleksandr Filimonow